# Coma Beach
Coma Beach ist eine deutsche Punk Rock/Alternative Rock Band aus Würzburg. Sie wurde im Jahr 1993 gegründet und löste sich, nachdem sie ihr erstes Album The Scapegoat’s Agony veröffentlicht hatte, im Jahr 1996 wieder auf. 
Im Juni 2021 veröffentlichte die Band ihr Album The Scapegoat’s Agony über den unabhängigen digitalen Musikvertriebsdienst DistroKid auf diversen Audio-Streaming-Diensten.
Zwei Jahre später erschienen die Singleauskopplungen Jesus’ Tears, Nothing Right und Another Song, wiederum im digitalen Format, gefolgt von Extreme Masochist im Februar 2024. Drei Monate danach veröffentlichte die Band die EP I Won’t Listen, erneut über DistroKid. Im August 2024 erschien eine weitere EP, A Madman's Dream/Mind Descending. Anfang Januar 2025 schließlich veröffentlichte Coma Beach die dritte EP anlässlich des 30-jährigen Jubiläums ihres Debütalbums The Scapegoat's Agony (1995) mit dem Titel Passion/Bliss.

## Geschichte
B. Kafka, M. Lecter und Captain A. Fear gründeten die Band im Jahr 1993 in Würzburg; dazu kamen noch U. Terror als Bassist sowie M. Blunt an der Rhythmusgitarre. Nach zahlreichen Auftritten der Band, vor allem im süddeutschen Raum, erschien im November 1995 ihr Debütalbum The Scapegoat’s Agony beim Duisburger Punk-Label Impact Records. Der Titel des Albums ist eine Anspielung auf das Theaterstück Warten auf Godot des irischen Schriftstellers Samuel Beckett und verweist auf die überwiegend schmerzliche und leidvolle emotionale Odyssee des namenlosen Antihelden.
Im Juni 2021, auf dem Höhepunkt der COVID-19-Pandemie, erschien The Scapegoat’s Agony in digitaler Form über den unabhängigen digitalen Musikvertriebsdienst DistroKid auf diversen Audio-Streaming-Diensten.
Zwei Jahre später, im Sommer und Herbst 2023, veröffentlichte die Band in kurzer Abfolge drei Singleauskopplungen, erneut in digitaler Form: Jesus’ Tears (einschließlich der Originalversion von I Won't Listen), Nothing Right (einschließlich der Originalversion von Passion) und Another Song (einschließlich der Originalversion von Nothing Right). Im Februar 2024 erschien die vierte Single, Extreme Masochist. 
Drei Monate danach veröffentlichte die Band die EP I Won’t Listen, welche vier Songs enthielt, die bereits in etwas längeren Versionen auf ihrem Debütalbum erschienen waren: I Won’t Listen (Single Version), The Past of the Future (Radio Edit), Passion (Original Version - Radio Edit) und Another Song (Radio Edit). Im August 2024 erschien die EP A Madman's Dream/Mind Descending mit fünf weiteren Songs, welche in etwas anderer Form auch schon auf dem Album The Scapegoat's Agony enthalten waren: A Madman's Dream (Single Version), Mind Descending (Single Version), Absurd (Radio Edit), I Won’t Listen (Original Version - Radio Edit) und Jesus' Tears (Radio Edit). Zum Abschluss ihrer EP-Trilogie Scapegoat Revisited veröffentlichte Coma Beach anlässlich des 30. Jahrestages seit dem Erscheinen ihres Debütalbums The Scapegoat's Agony (1995) die EP Passion/Bliss. Auch diese EP umfasste überarbeitete Versionen von fünf Albumtracks: Passion (Single Version), Bliss (Single Version), Astray (Fallen Angel) [Radio Edit], Nothing Right (Original Version - Radio Edit) und The Final Door (Radio Edit).

## Musikalischer Stil und thematische Schwerpunkte
Genretechnisch anzusiedeln ist Coma Beach in den Bereichen Punk Rock und Alternative Rock, mit englischsprachigen Texten. Die musikalischen Einflüsse der Band reichen von Sex Pistols, Ramones, Hüsker Dü über Joy Division, The Cure, The Jesus and Mary Chain bis hin zu Guns N' Roses, Therapy? und Bad Religion.
In ihren englischsprachigen Texten greift die Band mehrere Themen und Motive aus den Werken unterschiedlicher Autoren auf, wie zum Beispiel die existentialistische Auffassung von der Sinnlosigkeit der Welt in den Romanen und Theaterstücken von Samuel Beckett, den satirisch-sarkastischen Blick auf die Absurditäten des menschlichen Daseins in den Erzählungen von Douglas Adams, die oftmals tragischen und nicht selten selbstverschuldeten Konflikte, denen sich zahlreiche Figuren in William Shakespeares Dramen ausgesetzt sehen, oder Arthur Schopenhauers System eines radikalen metaphysischen Pessimismus:

„Schock, Chaos, Schmerz, Wut und Isolation: Das sind die thematischen Eckpunkte für die Musik von COMA BEACH. Schon der Name ihres ersten Albums, ‚The Scapegoat’s Agony‘, der dem literarischen Schaffen Samuel Becketts entliehen ist, verspricht Ungewöhnliches. Verbirgt sich doch hinter ihm eher ein künstlerisches Gesamtkonzept als ein gewöhnliches Rockalbum...“

In all ihren musikalischen Werken etabliert die Band konsequent die Figur des Antihelden. Dieser widerwillige Protagonist, dem traditionelle heroische Eigenschaften oftmals fehlen und der häufig fehlerhafte Züge aufweist, wird genutzt, um die Widersprüche der menschlichen Existenz und gesellschaftliche Missstände zu beleuchten.
Die englischen Texte der Band sind tief in existenziellem Leid, scharfer Satire und literarischen Inspirationen von Autoren wie Samuel Beckett, Douglas Adams, William Shakespeare und Arthur Schopenhauer verwurzelt.
Das Debütalbum The Scapegoat's Agony (1995) thematisiert die Odyssee einer namenlosen Figur, die als „Sündenbock“ kollektives Leid verkörpert.
Die spätere Scapegoat Revisited-EP-Trilogie (ab 2024) vertieft diese Motive. Lieder wie Another Song (2023) präsentieren den Antihelden als zynisch-sarkastischen Kritiker gesellschaftlicher Missstände und Absurditäten.
In Bliss (2025) wird die Idee der „Tötung der Gedanken zur Befreiung des Geistes“ als beißende Kritik an bewusster und selbstgewählter Ignoranz dargestellt.
Singles wie A Madman's Dream (2024) oder Mind Descending (2024) erforschen den psychologischen Zerfall des Antihelden, während Absurd (2024) und I Won't Listen (2024) ihn als zynischen Verweigerer gesellschaftlicher Normen und Konventionen zeigen.
Selbst in Jesus' Tears (2023) lehnt der leidende Antiheld Reue ab und nimmt eine rebellische Haltung gegenüber seinen Peinigern ein.
Coma Beachs Antiheld bietet eine realitätsnahe und provokante Perspektive auf die Conditio humana, indem er die Komplexität der Psyche und die Herausforderungen der modernen Welt erforscht.

## Rezeption
Das Studioalbum The Scapegoat’s Agony von Coma Beach wurde international vielfach besprochen und überwiegend positiv aufgenommen. Die Musikzeitschrift BlattTurbo bezeichnete das Werk als „literarischen Punk-Kracher“ und hob die ungewöhnliche Tiefe der Texte hervor. Auch EDM Rekords würdigte das Album als originären Longplayer mit klarer künstlerischer Handschrift.
FolknRock betonte die Verbindung aus punkiger Energie und literarischer Tiefe und beschrieb die Klanglandschaft als „düster, aber fesselnd“. Illustrate Magazine hob die rohe Emotionalität und die ungeschönte Innenschau der Songs hervor, die eine intensive Hörerfahrung ermöglichen. Jamsphere sprach von einem „Wasserfall aus Emotionen“ und sah in The Scapegoat’s Agony eine „neue Ära des Sounds“.
Auch andere Medien würdigten die konzeptionelle Tiefe des Albums. Metal-FM bezeichnete Coma Beach als „Deutschlands philosophischste Punkband“ und lobte die literarische Verdichtung innerhalb eines Punk-Kontexts. Saiid Zeidan charakterisierte das Album als künstlerische Reflexion über das Menschsein mit existenzieller Intensität. Sonic Realms hob die dunkle Poesie und die konzeptionelle Geschlossenheit hervor und verortete Coma Beach in einer eigenständigen Schnittmenge aus Punk und Alternative Rock. Insgesamt wird das Album als stilistisch eigenständig und inhaltlich anspruchsvoll wahrgenommen, mit einer Resonanz, die weit über die Grenzen klassischer Punk-Rezeption hinausreicht.
Seit ihrer digitalen Wiederbelebung im Jahr 2021 haben die Veröffentlichungen von Coma Beach breite kritische Anerkennung gefunden. Illustrate Magazine beschrieb Nothing Right als einen furiosen Auftakt, der die Fähigkeit der Band zeige, introspektive Themen mit schneidendem Gitarrenspiel zu verbinden. Return of Rock lobte die EP A Madman’s Dream / Mind Descending als eine Meisterklasse dynamischen Songwritings, das von düsteren Strophen zu explosiven Refrains wechsle. Metal-FM.com würdigte I Won’t Listen als exemplarisch für die philosophische Kante der Band und hob B. Kafkas Texte als zugleich gedankenanregend und körperlich eindringlich hervor. In seiner Rezension zu Passion/Bliss pries Sonic Realms die nahtlose Verbindung roher Punk-Aggression und poetischer Introspektion und bezeichnete die EP als „eine philosophische Reise, getarnt als Punkrock“. TJPL News untersuchte Another Song durch eine existenzialistische Linse und betonte die Auseinandersetzung mit Absurdität und der menschlichen Existenz.
Weitere Rezensionen haben diese positiven Bewertungen aufgegriffen. Plastic Magazine hob in „Alternative Rock from Coma Beach“ die rohe, emotionale Auseinandersetzung mit der menschlichen Erfahrung in den Texten der Band hervor und betonte die Verbindung von Punk- und Alternative-Rock-Einflüssen in ihrer Musik. Unterdessen würdigte die portugiesischsprachige Besprechung von Music For All Magazine die dichte, philosophische Anlage der EP I Won't Listen und verwies auf eindringliche Klanglandschaften und textliche Tiefe.

## Diskografie
- 1995: The Scapegoat’s Agony (Album, CD, Impact Records)
- 2021: The Scapegoat’s Agony (Album, digitales Format, DistroKid)
- 2023: Jesus’ Tears (Single, digitales Format, DistroKid)
- 2023: Nothing Right (Single, digitales Format, DistroKid)
- 2023: Another Song (Single, digitales Format, DistroKid)
- 2024: Extreme Masochist (Single, digitales Format, DistroKid)
- 2024: I Won’t Listen (EP, digitales Format, DistroKid)
- 2024: A Madman's Dream/Mind Descending (EP, digitales Format, DistroKid)
- 2025: Passion/Bliss (EP, digitales Format, DistroKid)